# Adrogación
Adrogación era el nombre de uno de los dos modos de adopción usados en Roma, según que el adoptado era hijo de familia, alieni iuris o salía de su familia natural, de cualquier manera que fuese; en otros términos, según fuera o no padre de familia, sui iuris, independiente desde entonces de toda autoridad paterna.

## Mancipatio
El primer modo, llamado mancipatio consistía en una venta ficticia, pero solemne, hecha en tres sesiones sucesivas. Así:
- el padre vendía a su hijo adoptándole, es decir, a aquel bajo cuyo poder quería que pasase.
- el adoptante libertaba al hijo que caía al instante bajo el poder paternal que el acta de venta había hecho cesar y que era de nuevo vendido por su padre y después libertado por el adoptante
- en la tercera prueba, el adoptante reivindicaba el niño y se le hacía adjudicar por el pretor en presencia y sin contradicción del padre natural.

Estas formalidades no tenían otro objeto que impedir que el padre no se desligase tan fácilmente del poder paternal y la consagración dada a la tercera venta por la sanción del pretor, era una nueva garantía exigida por la ley en interés de la familia

## Adrogación
El segundo modo, llamado adrogación era el acto por el cual un padre de familia, es decir, un individuo sui iuris(hombres libres o de propio derecho), independiente de toda autoridad paterna, se sometía al poder paternal de otro padre de familia(pater familias). Esta especie de adopción no podía tener efecto más que por el consentimiento del pontífice y en virtud de una ley dada por el pueblo reunido en comicios por curias; y era así denominada, porque se preguntaba (rogabatur): 
- 1.°, al adrogante si consentía en tomar por hijo al adrogado
- 2.°, al adrogado si consentía en tomar por padre al adrogante
- 3.°, al pueblo si ratificaba

Cuando las asambleas del pueblo cayeron en desuso bajo los emperadores, la adrogación no tuvo ya efecto en virtud de una ley, sino de un simple decreto.
En el período postclásico, cabe destacar la adrogatio de impúberes (mujeres menores de 12 años; hombres menores de 14 años), autorizada por rescripto del emperador Antonino Pío, en la que se presenta claramente el cambio de mentalidad en la evolución jurídica de la adopción romana: de ser una institución para servir al adoptante, se pasa a proteger al adoptado. Por ejemplo:
- Debía comprobarse la utilidad para el adrogado.
- Debían consentir los tutores o parientes cercanos.
- El patrimonio del adrogado pasaba al del adrogante, pero si este lo emancipaba, se le devolvían los bienes, más 1/4 del patrimonio del adrogante.
- Si moría el adrogado, sus bienes volvían a la familia de origen.
- Si la adopción no era útil para el adrogado, se podía dejar sin efecto.

Para la mancipatio, el sexo y la edad eran indiferentes. El padre de familia podía, pues, dar en adopción, igual a las mujeres que a los varones, a los impúberes como a los púberes. En la adrogación, por el contrario, era necesario que el adrogado perteneciese al sexo masculino y fuese púbero. Si la ley romana prohibía que los impúberes pudiesen darse en adrogación, es porque quería evitar que la codicia se aprovechase y abusase de su debilidad para apoderarse de su fortuna. En efecto, como el hijo de familia no podía tener nada en propiedad, el adrogante adquiría necesariamente, por su acta de adopción, todos los bienes del adrogado, el cual no solamente renunciaba a su independencia sino además se despojaba ipso facto de todos los bienes. Por la adrogación, el adrogante no adquiría solamente el poder paternal sobre el adrogado, sino además sobre los hijos de familia del adrogado, que llegaban a ser de esta suerte nietos del adrogante. Así fue como Augusto, adoptando a Tiberio, previamente había también adoptado a Germánico, adquiriendo de un solo golpe a Tiberio por hijo y a Germánico por nieto.